# سیارک ۲۵۹۱

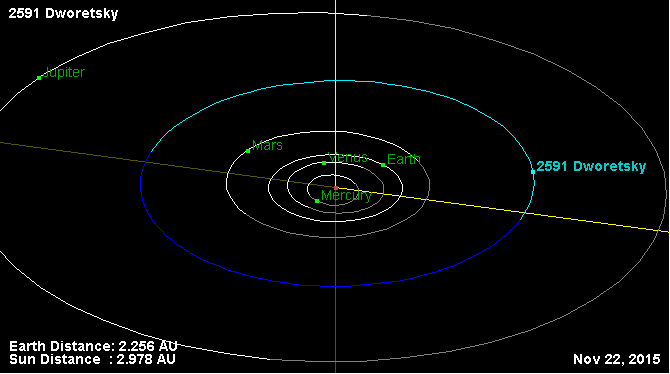
موقعیت سیارک۲۵۹۱

سیارک ۲۵۹۱ (به انگلیسی: 2591 Dworetsky، نامگذاری:1949PS) دو هزار و پانصد و نود و یکمین سیارک کشف شده‌است که در ۲ اوت ۱۹۴۹ و در هایدلبرگ کشف شد.
قدر مطلق سیارک برابر ۱۱٫۴۰ است.